# Eurasburg (Haute-Bavière)
Pour les articles homonymes, voir Eurasburg.
Eurasburg est une commune de Bavière (Allemagne), située dans l'arrondissement de Bad Tölz-Wolfratshausen, dans le district de Haute-Bavière.

## Patrimoine
- Abbaye de Beuerberg, reconstruite au XVIIIe siècle[1].

## Personnalités liées à la ville
- Bonifaz Kaspar von Urban (1773-1858), archevêque né à Oberherrnhausen.
- Hermann von Barth (1845-1876), alpiniste né à Eurasburg.